# Ilija Ilić
Ilija Ilić (Sombor, 17. avgust 1984.) srpski je kantautor, producent i aranžer. Prve muzičke korake pravi kao tinejdžer svirajući bubnjeve u svom prvom bendu i u orkestru KUD-a „Prigrevica”. U aprilu 2018. SEMUS komisija mu dodeljuje status umetnika. U januaru 2025. postaje član Udruženja kompozitora Vojvodine, potom je imenovan za člana nadzornog odbora.  

## Diskografija
Albumi
- 2004: Ilija Ilić „Ljudi kažu” PGP-RTS

Singlovi
- 2005: Ilija Ilić „Idi s drugim” - Only Records
- 2007: Ilija Ilić „Suze su iste vere” - Only Records
- 2009: Ilija Ilić „Hajde,hajde” - Only Records
- 2011: Ilija Ilić „Kovrdžava” - Only Records
- 2014: Ilija Ilić „Hodam sam” - Only Records
- 2017: Ilija Ilić „Nisi anđeo” - Only Records
- 2017: Ilija Ilić „Žena sa dva prezimena” - Only Records
- 2017: Ilija Ilić & Charter „Krao sam je” - City Records, kompilacija Hitova (2017.)
- 2019: Ilija Ilić „Ulaziš lagano” - City Records The Best of (2019.)
- 2019: Ilija Ilić „Ljubavi platonska” - Only Records
- 2021: Ilija Ilić „Miriše Grad”[1][2] - City Records, Super Hitovi (2021.)
- 2024: Ilija Ilić „Kako da znaš ako ne probaš[3]”- Only Records
- 2024: Ilija Ilić „Kafana”
- 2025: Ilija Ilić „Sidro i sidro”

## Festivali
Sunflower, Zrenjanin:
- 2005: Ilija Ilić „Idi s drugim”
- 2006: Ilija Ilić „Sanjam”
- 2007: Ilija Ilić „Suze su iste vere”

## Spotovi
| Spot                         | Godina |
| ---------------------------- | ------ |
| „Idi s drugim”               | 2005.  |
| „Suze su iste vere”          | 2008.  |
| „Hajde,hajde”                | 2009.  |
| „Kovrdžava”                  | 2011.  |
| „Hodam sam”                  | 2014.  |
| „Nisi anđeo”                 | 2015.  |
| „Krao sam je”                | 2017.  |
| „Žena sa dva prezimena”      | 2017.  |
| „Ljubavi platonska”          | 2018.  |
| „Miriše grad”                | 2021.  |
| „Ulaziš lagano”              | 2022.  |
| „Kako da znaš ako ne probaš” | 2023.  |
| „Kafana”                     | 2024.  |
| „Sidro i sidro”              | 2025.  |